# Кудеревщизна
Кудеревщизна (пол. Kuderewszczyzna) — село в Польщі, у гміні Домброва-Білостоцька Сокульського повіту Підляського воєводства.
Населення — 92 особи (2011).
У 1975—1998 роках село належало до Білостоцького воєводства.

## Демографія
Демографічна структура станом на 31 березня 2011 року:
|          | Загалом | Допрацездатний вік | Працездатний вік | Постпрацездатний вік |
| -------- | ------- | ------------------ | ---------------- | -------------------- |
| Чоловіки | 46      | 8                  | 30               | 8                    |
| Жінки    | 46      | 12                 | 23               | 11                   |
| Разом    | 92      | 20                 | 53               | 19                   |